# Alban Ukaj
Alban Ukaj (Priština, 25. srpnja 1980.) je bosanskohercegovački i kosovski glumac i redatelj albanskog podrijetla.

## Životopis
Alban Ukaj je rođen 25. srpnja 1980. godine u Prištini. Studij Glume upisao je na Dramskom fakultetu u Prištini, u klasi Faruka Begollija, da bi 2001. godine nastavio studiranje na Akademiji scenskih umjetnosti u Sarajevu i diplomirao 2006. u klasi profesora Aleksandra Jevđevića. Za ulogu Bekima u filmu "Brak" dobio je 2018. nagradu za najbolje glumačko ostvarenje na festivalu Tallinn Black Nights Film Festival. Godine 2019. za ulogu u filmu "Pun mjesec" Cottbus Film Festival dodijelio mu je nagradu za najboljeg glumca.

## Filmografija
- Gori vatra (2003.)
- Sve džaba kao razbijač #2 (2006.)
- Dub (2007.)
- Čuvari noći (2008.)
- Na putu kao Mirza (2010.)
- J.A.C.E. (2011.)
- Bota (2014.)
- Sabina K (2015.)
- Brak (2017.)
- Pun mjesec (2019.)
- Quo vadis, Aida (2020.)

## Vanjske poveznice
- Alban Ukaj u internetskoj bazi filmova IMDb-u (engl.)